# Lúcio Lara
Lúcio Lara (Caála, 9 aprile 1929 – Luanda, 27 febbraio 2016) è stato un politico e insegnante angolano, servi come segretario generale del Movimento Popolare di Liberazione dell'Angola durante la Guerra d'indipendenza dell'Angola e la Guerra civile in Angola, fu un membro fondatore dell'MPLA, guidando i primi membri del movimento durante l'entrata a Luanda l'8 novembre 1974, in seguito alla morte del primo presidente dell'Angola Agostinho Neto sostituì quest'ultimo come presidente per un breve periodo.

## Biografia
Lara fu insegnante di matematica e fisica, prima di essere eletto segretario dell'organizzazione e dei cadetti durante la prima conferenza nazionale dell'MPLA nel dicembre 1962.
Nella data di morte di Agostinho Neto, Lara era il più alto membro dell'ufficio politico ed era vicepresidente dell'MPLA. Con questo, assunse su una base ad interim la funzione di presidente del movimento e per estensione di presidente della Repubblica Popolare dell'Angola. Convocò urgentemente il 2º congresso del movimento l'11 settembre 1979, lavorando massicciamente per l'elezione di José Eduardo dos Santos, che fu formalizzata il 20 settembre dello stesso anno. Lara rifiutò più volte le proposte di fare di lui l'effettivo leader del paese africano.